# Odontopyge ruspolii
Odontopyge ruspolii är en mångfotingart som beskrevs av Filippo Silvestri 1896. Odontopyge ruspolii ingår i släktet Odontopyge och familjen Odontopygidae. Inga underarter finns listade i Catalogue of Life.